# Рогач однорогий
Рогач однорогий, или носорог малый (лат. Sinodendron cylindricum) — жук семейства рогачей.

## Описание
Жук длиной 9—16 мм. Чёрный, иногда чёрно-бурый, блестящий. Тело удлиненное и сильно выпуклое.
Половой диморфизм проявляется в строении рога на голове: у самца рог крупный, у самки — небольшой, развит на лобном шве.

## Экология и местообитания
Рогачик однорогий встречается в смешанных, широколиственных и пойменных леса. Имаго активно днем. Встречаются в зависимости от участка ареала — с марта по октябрь.
Живут группами в гнилой древесине ив (Salix), берёз (Betula) и лип (Tilia). Зимуют в стадиях личинки и имаго. Личинки развиваются около 2—3 лет в разлагающей или отмирающей древесине лиственных пород деревьев. Личинки населяют ветви, стволы и корни.

## Охрана
Охраняется в Германии (включен в 3-ю категорию).
В Красной книге Смоленской области (2 категория).
В Красной книге Ленинградской области (3 категория).
В Красной книге Ростовской области (2 категория).
В списке редких и уязвимых таксонов, не включенных в Красную книгу Московской области, но нуждающихся на территории области в постоянном контроле и наблюдении.

## Галерея

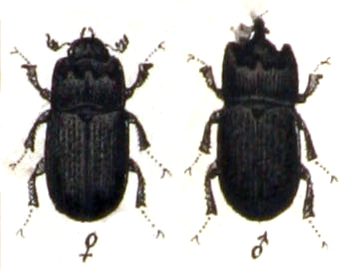
Иллюстрация
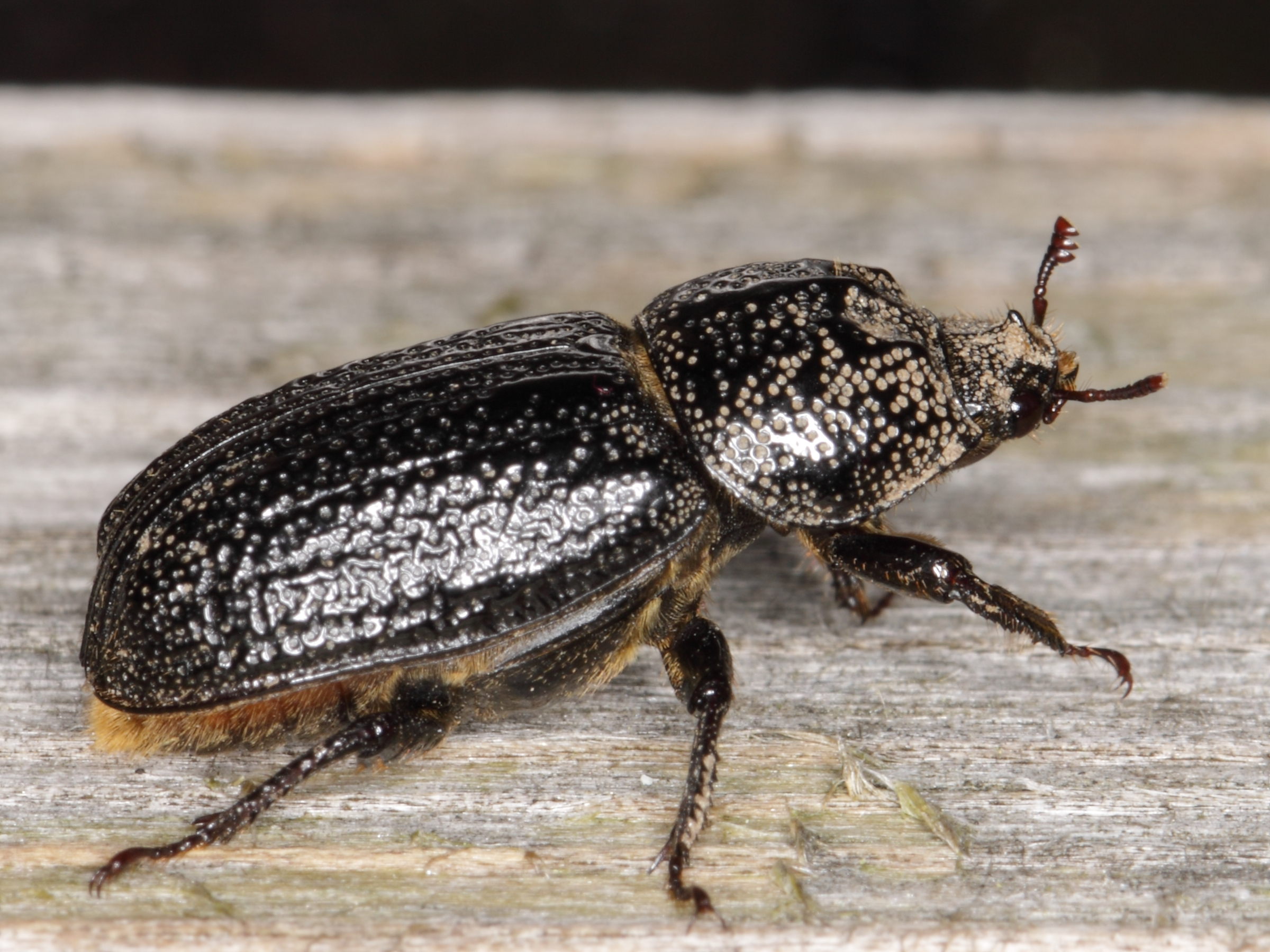
Самка